# Garay Miksa
Garay Miksa, (spanyolul Máximo Garay S.) (Budapest, 1898. június 10. – Santiago de Chile, 1960. augusztus 8.) egykori magyar származású chilei labdarúgó-edző.

## Életpályája
Életének kezdeti szakasza nem ismert.
Az 1934–1935-ös szezonban a CA Platense  edzőjeként kezdte pályafutását Dél-Amerikában. Több klubcsapatot követően 1940–1941-ben El Salvador nemzeti csapatát irányította. Chilei szövetségi kapitányként 4 mérkőzést abszolvált 1941. februárjában. Ecuador tizenegye ellen 5-0, Peru ellen 1-0 arányban bizonyultak jobbnak. A hátralévő két mérkőzésen azonban alulmaradtak Uruguay (0-2) és Argentína (0-1) legjobbjaival szemben.

## Edzőként
- 1934-1935: Platense
- 1936: Independiente
- 1937: Gimnasia y Esgrima La Plata
- 1938: San Lorenzo
- 1938: Universidad Católica
- 1940-1941: El Salvador
- 1940: Colo-Colo[1]
- 1941: Chile[2]
- 1941: Magallanes
- 1942: Badminton
- 1945-1946: Badminton

## Írása
Manual práctico para entrenadores e instructores de fútbol című módszertani könyve az Impresos Planet kiadónál jelent meg 1971-ben, Santiago de Chilében.